# 사공윤
사공윤(1980년 6월 6일 ~ )은 대한민국의 가수이다.

## 학력
- 서강대학교 중문학과 졸업

## 진행 프로그램
- 2009년 ETN 가요 스페셜

## 데뷔
- 2008년 1집 앨범 "순이 순이야"

## 음반
- 2010년 당신은 못가
- 2008년 순이 순이야